# مريبيل مداري
مريبيل مداري (الاسم العلمي: Meripilus tropicalis) هو نوع من الفطريات يتبع جنس المريبيل من الفصيلة المريبيلية.